# William Kibor
William Kibor (10 de janeiro de 1985) é um maratonista e fundista queniano.
Venceu a Meia Maratona do Rio, em 2016.